# Pseudozumia viridipennis
Pseudozumia viridipennis är en stekelart som beskrevs av Giordani Soika 1958. Pseudozumia viridipennis ingår i släktet Pseudozumia och familjen Eumenidae. Inga underarter finns listade i Catalogue of Life.